# Santo Domingo, Calakmul
Santo Domingo är en ort i Mexiko.   Den ligger i kommunen Calakmul och delstaten Campeche, i den östra delen av landet, 1 000 km öster om huvudstaden Mexico City. Santo Domingo ligger 203 meter över havet och antalet invånare är 547.
Terrängen runt Santo Domingo är huvudsakligen platt. Santo Domingo ligger nere i en dal. Runt Santo Domingo är det glesbefolkat, med 11 invånare per kvadratkilometer. Santo Domingo är det största samhället i trakten. I omgivningarna runt Santo Domingo växer i huvudsak städsegrön lövskog.